# Qualidade (xadrez)
A Qualidade no xadrez refere-se a uma situação onde um enxadrista perde uma peça menor como o Bispo ou Cavalo mas captura a Torre adversária. O lado que captura a torre diz ter ganhado qualidade enquanto o lado que a perde diz ter perdido qualidade, uma vez que a Torre possui um valor relativo maior. Esta captura normalmente ocorre em movimentos consecutivos embora não seja estritamente necessário. Em geral, é prejudicial perder qualidade, embora ocasionalmente existam motivos para fazê-lo, situação conhecida como sacrifício de qualidade